# Marina Alexandrowna Rasbeschkina

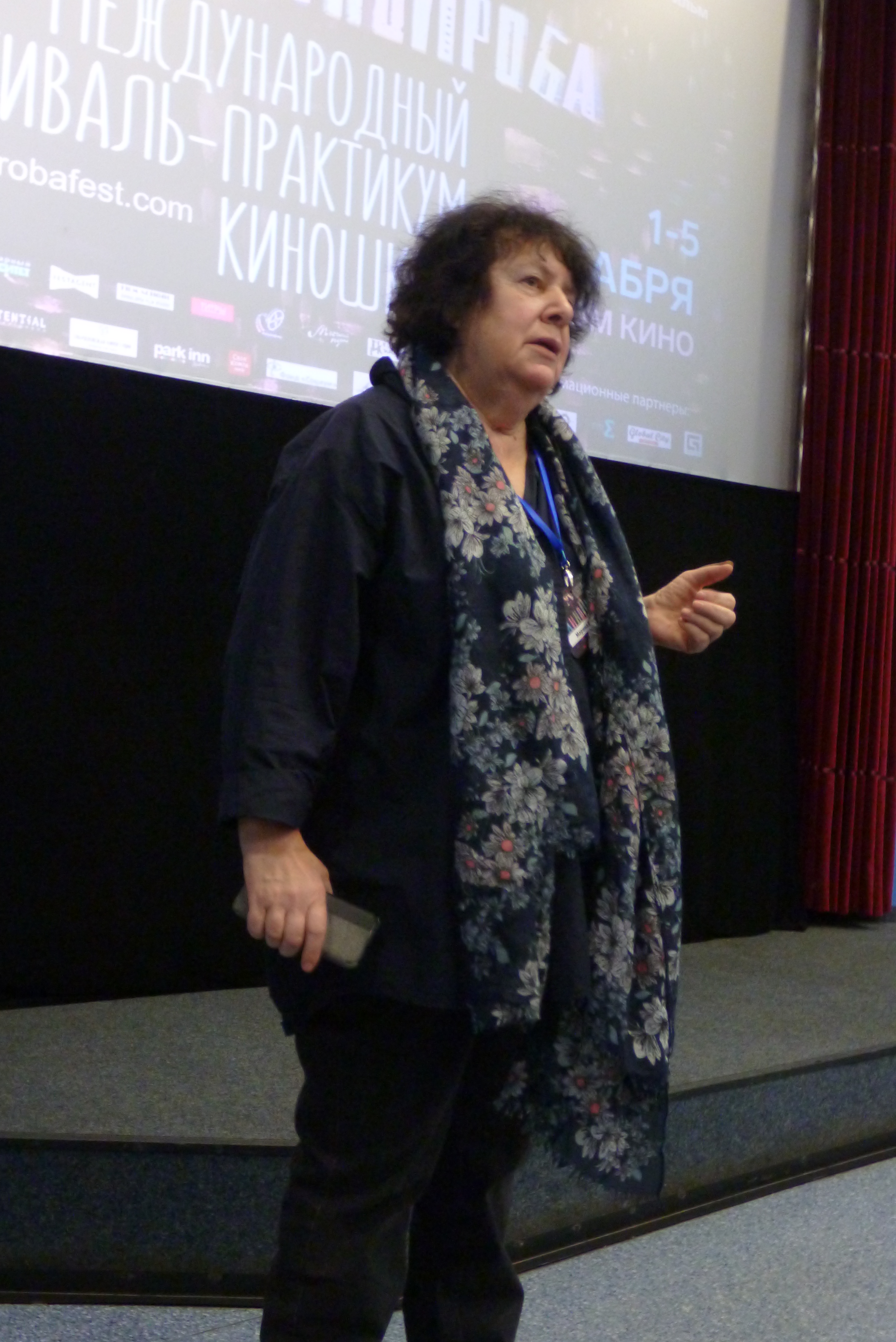
Marina Alexandrowna Rasbeschkina (2018)

Marina Alexandrowna Rasbeschkina (russisch Марина Александровна Разбежкина; * 17. Juli 1948 in Kasan) ist eine sowjetische bzw. russische Drehbuchautorin, Filmregisseurin und Hochschullehrerin.

## Leben
Rasbeschkina, Tochter eines Intellektuellen, studierte an der Universität Kasan in der Philologie-Fakultät mit Abschluss 1971. Darauf arbeitete sie als Landschullehrerin und Journalistin.
In der Kasanskaja studija kinochronika war Rasbeschkina ab 1974 Administratorin, ab 1986 Dokumentarfilm-Drehbuchautorin  und ab 1989 Dokumentarfilm-Regisseurin mit eigenen Drehbüchern. Ihr erster Film Wremja schatwy (Erntezeit) entstand 2004.
Rasbeschkina lehrte an der Universität Kasan (1992–1998), an der Natalja-Nesterowa-Universität in Moskau (2003–2004) und an der Schule Internjus in der Film- und Fernsehen-Fakultät (2004–2005).
Rasbeschkinas Film Jar nach Sergei Jessenins gleichnamiger Erzählung aus dem Jahr 1915 entstand 2007. Beim Filmfestival Kinotawr war sie 2008 Jurymitglied. Seit 2008 lehrt sie an der Journalistik-Hochschule der Wirtschaftshochschule Moskau in der Kreativwerkstatt für Film- und Theaterregie zusammen mit Michail Ugarow, dem Leiter des Dokumentartheaterprojekts Teatr.doc. Seit 2009 führt sie jährlich den Kreativwettbewerb Ochota sa realnostju (Jagd nach der Realität) durch, deren Gewinner das Anrecht auf ein kostenloses Studium in ihrer Werkstatt erhalten. Ihre Studenten sind die Hauptteilnehmer des Filmfestivals Kinoteatr.doc.
Rasbeschkina unterzeichnete im März 2014 den Brief des Filmverbands zur Unterstützung der Ukraine. 2018 unterstützte sie den Aufruf der Europäischen Filmakademie zur Verteidigung des in Russland inhaftierten ukrainischen Regisseurs Oleh Senzow.

## Ehrungen, Preise
- Russischer Film- und Fernsehpreis Lawrowaja wetw(Lorbeer-Zweig) (2002,[2] 2011, 2014, 2017)
- viele Festivals- und Wettbewerbspreise[2]